# دهستان کاکاوند شرقی
کاکاوندشرقی، دهستانی است از توابع بخش کاکاوند شهرستان دلفان در استان لرستان ایران. اهالی این دهستان از طایفه غیب غلام ایل کاکاوند هستند و مذهب ایشان شیعه جعفری است.

## جمعیت
براساس سرشماری سال ۱۳۸۵ جمعیت آن ۸٬۲۴۱ نفر (۱٬۷۱۵ خانوار) بوده‌است. مردم این دهستان از طایفه کاکاوند هستند و به زبان لکی تکلم می‌کنند.

## روستاها
- سرگوژه (سرگوژَ)
- ولین / ولدی
- چفته دره سفلی (تفه‌نگ چیه‌ل هوار)
- چفته دره علیا (تفه‌نگ چیه‌ل بان)
- چفته دره وسطی (تفه‌نگ چیه‌ل نام)
- چمن جعفربیگ (چه‌مه‌ن جافربگ)
- آقا میر (ئاخه میر)
- حسین خان (حوسین خان)
- رضاخان (ره‌زا خان)
- سنگ سیاه (کوچک سێ)
- سیرکانه (سیره‌کانه)
- شاه ولی (شه‌وه‌لی)
- گشورامیداباد (گه‌شور ئومید ئاوا)
- گشورعلی آباد (گه‌شور عه‌لی ئاوا)
- گشورامیراباد (گه‌شور ئه‌میر ئاوا)
- گل گین (گوڵ گین)
- گله ویس (گوڵه ویس)
- مله کبود سفلی (مله کاو هوار)
- مله کبودعلیا (مله کاو بان)
- گشورقلعه محمد (گه‌شور قه‌لا محمه‌د)
- وَرمِلَه‌ی یک شبه
- حسین علی‌آباد (حوسین عه‌لی ئاوا)
- پارچه بلوط (پاچه به‌لو)
- تازه آباد بهرام (گل زرد)
- جوجار
- چهارافشارسفلی (چۆار ئوشار هوار)
- حسین ابادعلیا
- پشت تنگ دروزنه
- دهوند (دی وه‌ن)
- قاضی خانی (خالوه‌ند)
- مرده شوره پشت تنگ (خه‌یوه‌ند)
- میان چقا (نام چیا)
- چشمه کبود (کنی کاو)
- پائین اب سفلی شرقی
- جعفرآباد علیا (ده‌لی وه‌ل)
- پایین آب علیا / چال زرد
- چشمه کوه حسین‌آباد
- حسین‌آباد
- کاوه علیا / ده سفید (دی ئه‌سپی)
- کاوه وسطی
- گلستانه (میکائیل‌وند)
- هزارخانی (زیوه رام)
- یارآباد (هوز یاره)
- چشمه حاجی محمد (کانی)
- چمن بوله
- داربیدهفت چشمه علیا
- زرده سوار
- سیل چشمه سفلی (سیل کانی)
- معموله (مه‌موله)
- میان تنگ سفلی (ژیر ته‌نگ خوار)
- میان تنگ علیا (ژیر ته‌نگ بان)
- هفت چشمه / مرکز بخش (هه‌فت کانی)
- یه رزگی
- سیل چشمه علیا (سیل کانی بان)
- سنجران (سنجه‌ران)
- داربید هفت چشمه سفلی
- جمشیداباد
- چشمه سفیدسفلی
- چشمه سفیدعلیا
- حاجی‌آباد
- دارمرو/دارامرود
- زرگران
- فرخ ابادعلیا
- کاوه علیا
- کلاش گران
- مؤمن آباد
- مهدی‌آباد
- مهرابادتوده رود
- میرمالگه علیا
- نصرت آباد (جویچرمیَل)
- هفت چشمه غلام آباد
- ونو / جعفرآباد
- حاجی‌آباد جدید
- کاوه سفلی
- گل بسر
- میراخه
- که‌نی کاو
- پشت مله
- میرعلی
- کلاو سور
- چوار کوی
- میرزا علی
- کرشاهی
- مل تنگ
- شاه ولی
- کاهریز گروس
- گویژه سلفی

## طبیعت
درختان بلوط، کیکم، ارژن، زالزالک، انجیر و بادام کوهی، گیاهان داروئی و صنعتی و پوشش گیاهی برای چرای دام به فراوانی در این منطقه رویش می‌کند. نوع پوشش گیاهی این منطقه خاص کوهستانی بودن آن است. جانوران زیادی هم در این منطقه یافت می‌شود از جمله گرگ، روباه، خرگوش، شغال، خرس، گراز، تیهو و کبک. این دهستان از جنوب به جنگل‌های بلوط چیاوزان منتهی می‌گردد از شمال سلسله کوه‌های نوخین و گون بان آن را از بخش خزل کنگاور و روستاهای گروس صحنه جدا می‌کند و همچنین گردنه مرتفع گشور با ارتفاع زیاد به دشت هرسین ختم می‌شود. در نزدیکی روستای گلستانه کوه بزرگی به اسم چغادزدان وجود دارد که محل گردشگری بزرگی برای مردم این اهالی است